# グレナダ侵攻
グレナダ侵攻（グレナダしんこう、英語: Invasion of Grenada）は、1983年にカリブ海に浮かぶ島国グレナダでクーデターが起き、その際にアメリカ軍および東カリブ諸国機構（OECS）、バルバドス・ジャマイカ両軍が、グレナダに侵攻した事件である。

## 背景

### PRG政権の成立
イギリスの植民地であったグレナダは1974年に独立した。当時、首相であったエリック・ゲーリーとその一族は、組織化したギャングによる敵対派への厳しい対応で知られており、外国資本と癒着し独裁を強め、失業と貧困が広がり深刻化していった。
これに対し、福祉・教育・自由の共同努力を掲げる「ニュー・ジュエル運動」を中心としたクーデターが1979年に起こり、これにより、ゲーリー政権は軍・秘密警察と共に崩壊した。そして、新たにモーリス・ビショップが首相に就任し、人民革命政府（PRG）を樹立した。PRGは憲法を停止し、議会を解散してイギリス式民主主義を非難する一方で、商工会議所などの国内各所層の幅広い支持を受け、医療や教育や観光事業の近代化に着手していった。
また、周辺地域である西インド連合州（WIAS） は革命を違法であると認定し、PRGを不承認する決議を行ったが、実際に不承認できたのは独立国であったドミニカ国とセントルシアのみであった。1980年にはPRGが フォーブス・バーナム政権を批判したためガイアナとの関係が悪化し、ジャマイカでも左派政権が倒れたために次第にグレナダは孤立化していった。一方でグレナダは東側諸国に明確に接近しており、ソ連のアフガニスタン侵攻に対する国際連合の非難決議にキューバとともに反対し、政権成立直後からキューバなどによる軍事援助も受けていた。
一方で、アメリカ合衆国大統領に当選したロナルド・レーガンは、共産主義と対決する姿勢を明確にしており、1980年11月に「カリブ海イニシアチブ」を発表しカリブ開発銀行に援助を与えるが、銀行はグレナダに対して援助してはならないと声明した。この措置はカリブ共同体諸国の反発を招き、かえってWIASを除くカリブ海諸国をグレナダと共存する意志で結束させることとなった。1981年には、WIASが東カリブ諸国機構（OECS）に発展し、グレナダもその一員となった。

### グレナダの孤立化
しかし、周辺諸国のPRG政権への不信感が払拭されたわけではなく、1982年12月には地域安全保障システム（ECSS）が成立した。これは、OECSからグレナダとセントクリストファー・ネイビス、英領モントセラトを除き、バルバドスを加えた地域安全保障システムであり、グレナダのPRG政権を警戒してのものであった。グレナダはソビエト連邦やキューバをはじめとする共産圏諸国と軍事協定を結んでいただけでなく、3000人の兵力を持つ東カリブ圏内における軍事大国であったためである。
1983年3月以降、レーガン政権はグレナダの軍事基地化を明確に非難するようになった。3月23日には、グレナダに巨大空港が建設されようとしていることを指摘し、これはソ連の軍事基地となると訴えた。また、同時期にはOECSとアメリカの艦艇が、バルバドスの軍港から出港してグレナダ海域に接近するという示威行動を取っている。
就任直後からグレナダ侵攻を想定した軍事演習を、プエルトリコのビエケス島で行うなど、圧迫を強めていった。

## 政変
1983年10月13日、ビショップが急進的なレーニン主義者であるバーナード・コード副首相を担いだ人民軍司令官であったハドソン・オースティンによって監禁された。アメリカは翌14日にビショップ救出をバルバドス政府に依頼するなどしていたが、19日にはビショップ派の国民が蜂起し、軍と戦闘が起き、その最中逃亡したビショップら閣僚が軍によって銃殺される事態となった。コードとオースティンの革命軍事評議会政府（RMC）が成立し、グレナダ総督は投獄され、戒厳令が出されるなど事態は緊迫化した。
20日、アメリカ政府内の小グループ、特別状況チーム（SSG、ジョージ・H・W・ブッシュ副大統領が議長）はグレナダへの侵攻計画を策定し、レーガンも侵攻を決めた。アメリカが侵攻の理由として表明したのは、キューバ及びソ連がグレナダに介入していること、グレナダの民主主義を守ること、グレナダにいるアメリカ人学生の安全を守るためということであった。
21日、バルバドスで、グレナダを除くOECS諸国とバルバドスの緊急会合が行われ、ジャマイカとアメリカを招請してグレナダに侵攻する決議を採択した。この会議では「OECS条約8条に基づく適当な措置」を執り、グレナダ総督のもとで民主的な選挙開催を要求するというものであった。ただしOECS条約による軍事措置は「外部からの侵攻」を根拠とする必要があり、この点は国際社会からの非難を受けることになった。同日、グレナダでは戒厳令が解かれ、24日には商店や学校が再開している。
一方で22日から23日にかけて行われたカリブ共同体の緊急会合もグレナダ総督の元での民主的な総選挙と、RMC政権を非難することでは一致していたが、カリブ諸国による平和維持軍の派遣については意見が分かれた。軍の派遣を主張するOECS諸国に対して、トリニダード・トバゴ、ガイアナ、ベリーズ、バハマが強く反対したこともあり、会議は物別れとなった。

## 侵攻

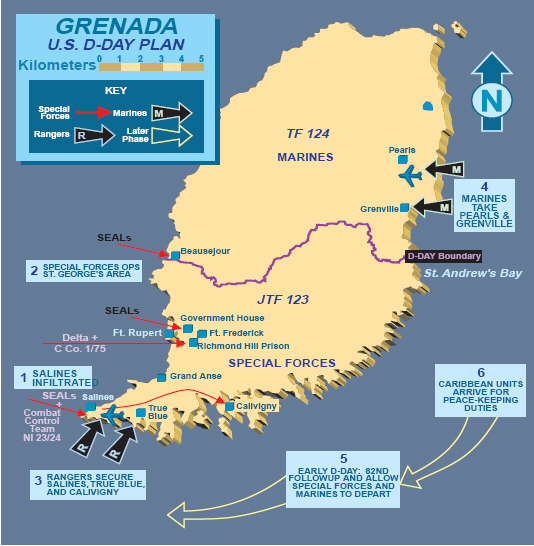
アメリカ軍の作戦

10月25日午前5時に開始されたグレナダへの侵攻は宣戦布告は行われなかった。アメリカ軍によってこの作戦は「アージェント・フュリー（Urgent Fury、押さえ切れない憤怒）」と命名された。
攻軍の総計はアメリカ軍から7,300名、OECS諸国などの軍から353名が投入された。アメリカはレンジャー部隊、ネイビーシールズ、デルタフォースなどの特殊部隊、海兵隊など7,000人以上の部隊が参加している。
グレナダ側にはグレナダ兵約1,500人およびキューバ人約722人（高度な軍事訓練を受け武装した「建設労働者」、および軍事顧問。人数は1,500人程度とも）。このほか、グレナダ国内にソ連、北朝鮮、リビア、東ドイツ、ブルガリアから来た60人ほどの顧問がいた。
シールズがポール・スクーングレナダ総督救出と通信基地破壊を実施、陸軍レンジャー部隊と海兵隊等がパールズ空港とキューバ兵が建設中であったポイント・サリンス国際空港占拠、及びアメリカ人医学生らの救出を行った。グレナダ各地で戦闘が行われたが、圧倒的な兵力のアメリカ軍は政府関連施設、空港、大学などの拠点を次々制圧した。
戦闘は数日間続き、アメリカ軍は19名が死亡、116名が負傷し、グレナダ側では兵士45名、民間人は少なくとも24名が死亡し、兵士358名が負傷した。また、キューバ人は24名が死亡、59名が負傷し638名が捕虜になった（それぞれの人数については資料により若干の違いがある）。

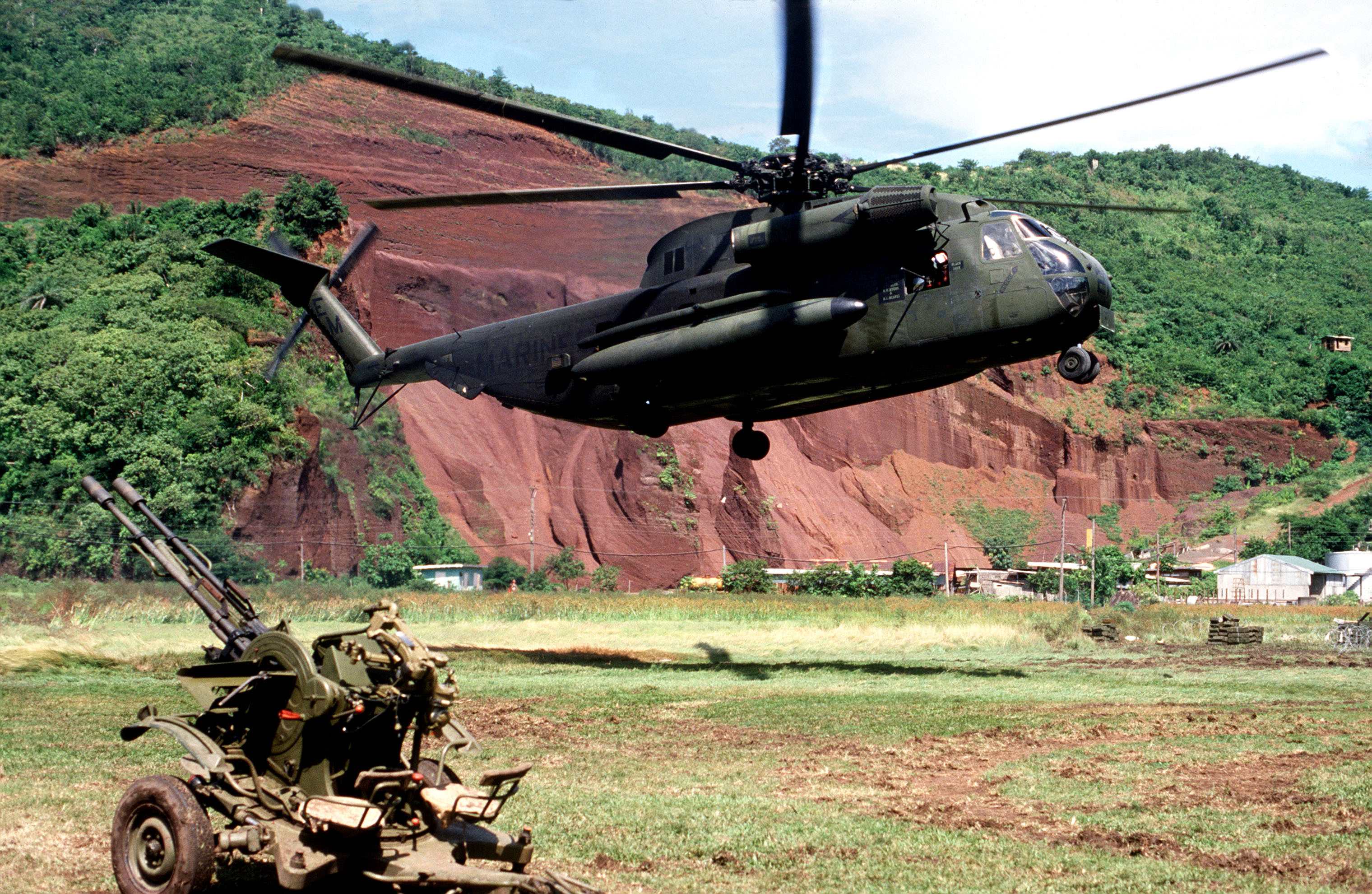
グレナダで作戦行動をとる海兵隊のCH-53 シースタリオンとZU-23-2対空機関砲

## 国際社会の反応
国際連合では侵攻開始直後の10月25日から10月28日にかけて、緊急安全保障理事会が開催され、ガイアナ、ニカラグア共同案が採決に付されたが、アメリカ合衆国の拒否権発動によってこの案は否決され、11月2日の国連総会の審議に付された後、賛成108、反対9、棄権27でガイアナ、ニカラグア共同決議案にベルギー修正案が付加された案が可決された。この国連修正案は軍事干渉の国際法違反への憂慮、グレナダの主権保全、外国軍の即時撤退などが盛り込まれた案であったが、アメリカ合衆国軍と東カリブ諸国機構軍はこの決議に応じずに平和維持軍と改名して侵攻後の治安維持に当たり、結果的に国連決議に反する処理がなされた。
米州機構では侵攻翌日の10月26日に理事会特別会議が開催され、31加盟国の内キューバとスリナムが欠席、15ヵ国が侵攻を非難、11ヵ国が侵攻を支持という結果となり、票決がなされないまま会議は終了した。

## 戦後処理
侵攻から1ヶ月半ほど経過した12月15日、アメリカ軍は表面上撤退したが、アメリカ軍とOECSによるカリブ平和軍が設立され、グレナダの治安維持に当たることになった。1984年3月にはグレナダとセントクリストファー・ネイビスがカリブ平和軍に参加し、12月には平和軍の監視の下で選挙が行われ、ハーバート・ブレイズ率いる新国民党政権が成立した。
この勝利はベトナム戦争で辛酸を舐めたアメリカにとって、久しぶりの完全勝利となる戦争であった。1984年にレーガンはグレナダを訪問し、1万人の聴衆を集めている。しかし、アメリカ軍の指揮系統の問題が露呈したため、ゴールドウォーター＝ニコルズ法の成立につながった。
侵攻に参加したOECS諸国と他のカリブ海諸国との対立は激化し、カリブ共同体における関係は極めて険悪なものとなった。1984年5月のカリブ海域内貿易は前年度から13％減少している。しかしグレナダ再建の取り組みの中で関係は次第に改善されていった。
1984年ロサンゼルスオリンピックではこのグレナダ侵攻を理由にソビエト連邦を含む東側諸国がボイコットを行った（実態としては1980年モスクワオリンピックで西側諸国がソ連のアフガニスタン侵攻を非難してボイコットした事への報復とされる）。

## その他
- ロナルド・レーガン大統領がグレナダ侵攻について行った演説で、映画『ダーティハリー』の有名なセリフ「Go, ahead. Make my day.（やれよ、楽しませてくれ）」を引用したとする話があるが、これは事実ではない[19]。
- 1986年公開（日本での公開は1987年）のアメリカ映画『ハートブレイク・リッジ 勝利の戦場』（原題："Heartbreak Ridge"）のクライマックスにはグレナダ侵攻のシーンがあり、この中で「窮地に陥った主人公の部隊が公衆電話を用いてアメリカ本国の味方基地に電話を掛けて航空支援を要請する」という一幕がある。これはNavy SEALsがグレナダ総督を救出した際のエピソードが元になっている[20]。